# East Beach
Der East Beach (englisch für Oststrand) ist 400 m langer und 50 m breiter Strand aus größeren Steinen und Geröll auf der Adelaide-Insel westlich der Antarktischen Halbinsel. Er liegt auf der Ostseite des Rothera Point am Cole Channel.
Das UK Antarctic Place-Names Committee benannte ihn 2021 deskriptiv.